# 日產MUJI Car 1000
日產MUJI Car 1000乃是由日本良品計劃公司設計、日產汽車製造、從第二代日產March K11型衍生出來的三門掀背車。該款車於2001年5月11日限定於日本市場發售，限量1千輛。

## 概要
這輛特別仕樣車是一個異業結盟的行銷案產物，由於提出企劃構想的良品計劃公司本身便注重純樸、簡潔、環保等理念，使得這部車的設計出發點為簡單樸素，沒有多餘累贅的配備。動力來源為1.0L直列四缸SOHC CG10DE型引擎，配合Ｅ-ATx四速自動排檔，採二輪驅動設定。
車色為大理石白，進氣壩、尾燈、黑色電動收摺後視鏡等零件也重新經過設計。前、後保險桿沒有塗裝，保持原來的黑色。後座座椅可以二段式摺疊，椅面採用耐髒的聚氯乙烯材質。其他配備包括新設計之專用鑰匙、1 DIN式CD音響附調頻/調幅廣播、防紫外線絕熱綠色玻璃、防臭氧空調系統等。
這部車的預購平臺為無印良品轄下的網站MUJI.net（（日語）ムジ・ネット株式会社），取車則透過日產汽車各地經銷商，日後維修保養亦由日產汽車負責。

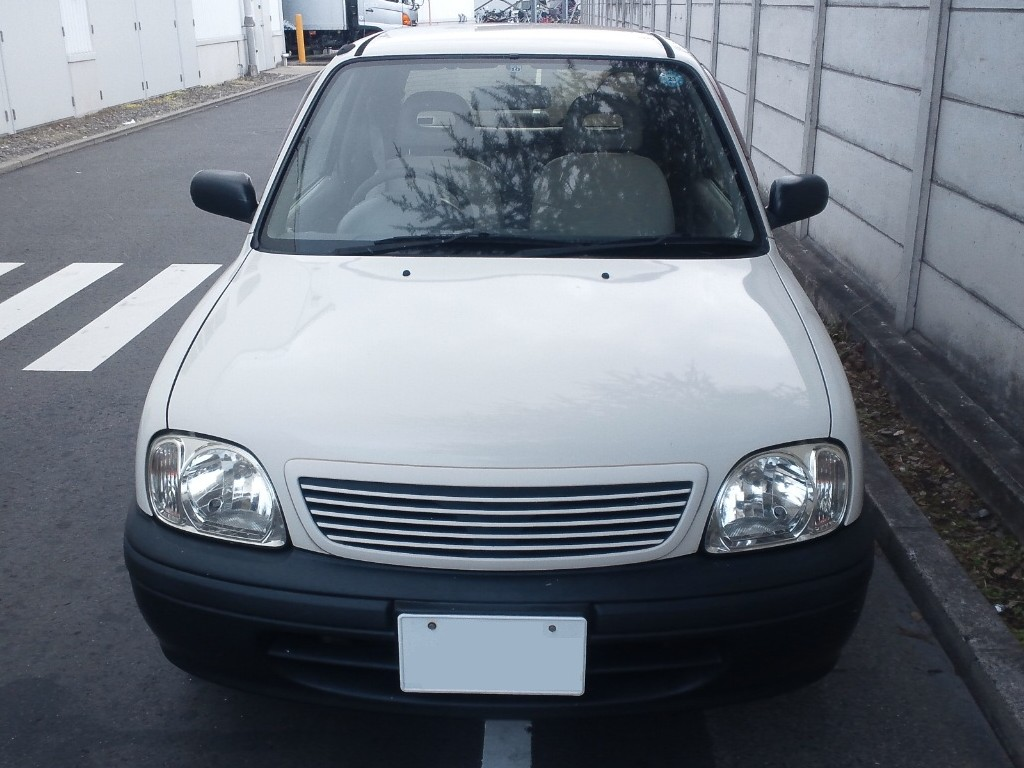
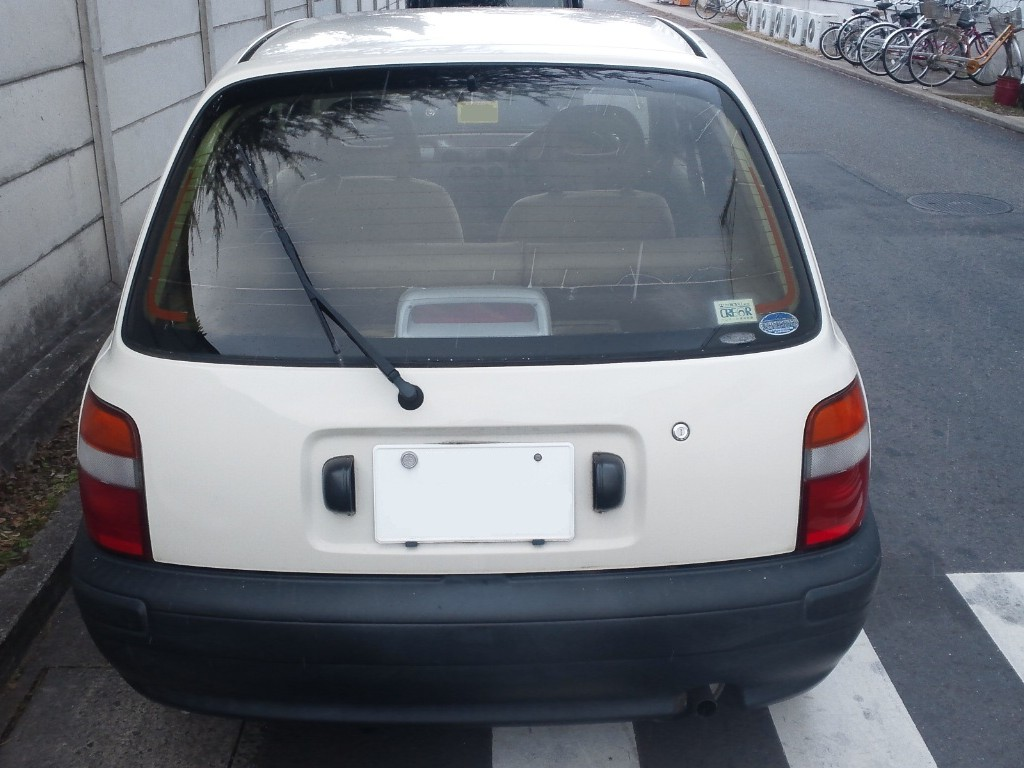

## 內部連結
- 日產March